# Schiermonnikoog

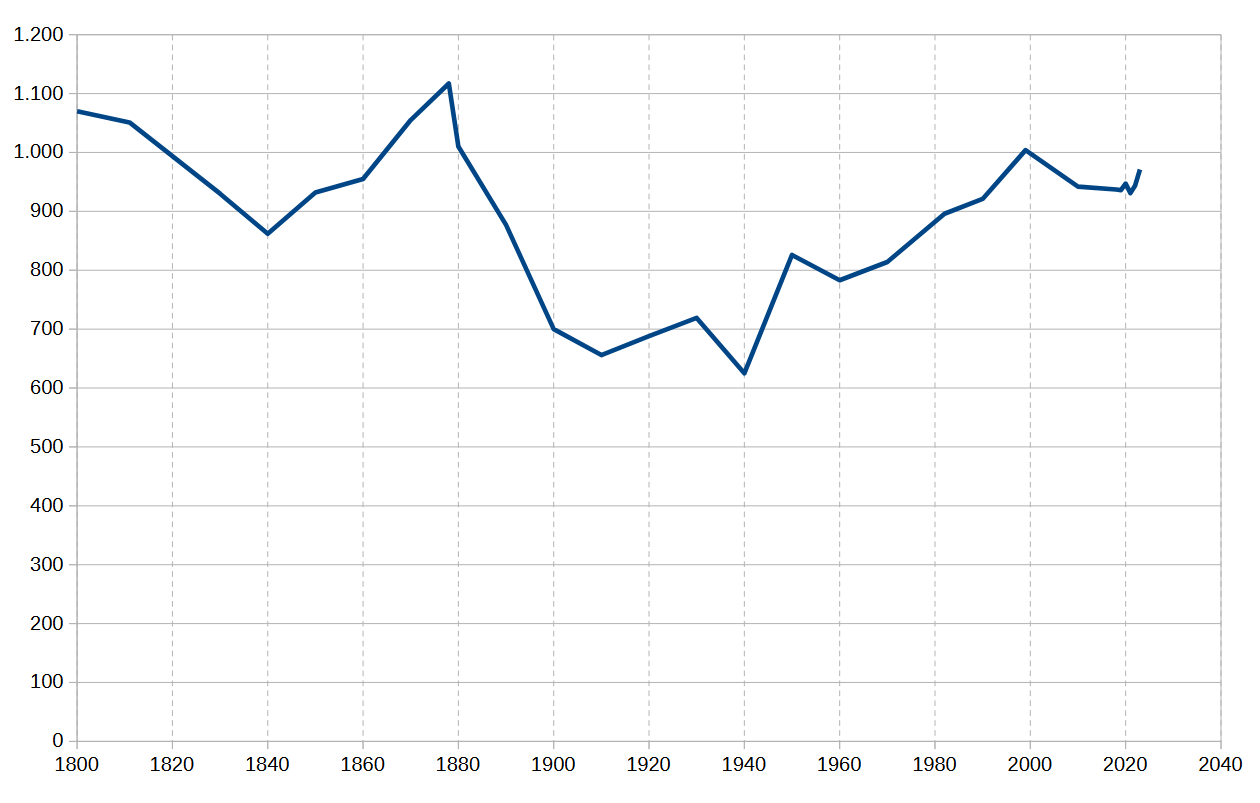
Bevolkingsontwikkeling 1800–2018

Schiermonnikoog (uitspraakⓘ; Eilanders: Schiermonnikeig, bijgenaamd Lytje Pole; Fries: Skiermûntseach (uitspraakⓘ)) is vanuit het westen gerekend het vijfde bewoonde Nederlandse waddeneiland en behoort tot Friesland. Het eiland is tevens een gemeente, die dezelfde naam draagt. Het aantal inwoners bedroeg per 22 november 2024 972 (bron: CBS). Schiermonnikoog is hiermee de kleinste gemeente van Nederland qua inwoneraantal, en is tevens de gemeente met de laagste bevolkingsdichtheid in Nederland. Het hoogste aantal inwoners dat officieel op Schiermonnikoog is geregistreerd was in het jaar 1878, toen telde het eiland 1117 inwoners.
De gemeente leeft voornamelijk van toerisme. Het eiland wordt geprezen om zijn rust, die onder andere in stand wordt gehouden doordat bezoekers hun auto op de vaste wal in de haven van Lauwersoog moeten achterlaten.

## Geschiedenis

### Middeleeuwen: uithof Abdij van Klaarkamp
In de middeleeuwen was Schiermonnikoog een uithof van het cisterciënzerklooster Claercamp uit Rinsumageest bij Dokkum, een van de kloosters in Friesland. De monniken van het klooster, die land indijkten, droegen grijze pijen. Zo ontstond de naam: schier betekent grijs, en oog betekent eiland (en is etymologisch hetzelfde als ei in eiland). Ter herinnering aan de monniken is in 1961 in het dorp een standbeeld van een monnik, "De Schiere Monnik", geplaatst, gemaakt door Martin van Waning.
De naam Schiermonnikoog wordt voor het eerst genoemd in 1440 in een akte (van Philips van Bourgondië). In 1580 werd Friesland protestants. Het klooster verloor alle bezittingen, en Schiermonnikoog werd onderdeel van het gewest Friesland. Het eiland zou tot aan begin 21ste eeuw kloosterloos blijven; sinds 2019 leven er in het voormalige landhuis Rijsbergen, dat is omgedoopt naar Klooster Schiermonnikoog, weer monniken op het eiland, nadat ze Abdij Sion bij Diepenveen hebben verlaten.

### Particulier eigendom
Het gewest verkocht het eiland wegens geldgebrek, en tussen 1638 en 1945 was Schiermonnikoog daardoor weer particulier eigendom. De familie Stachouwer bezat het eiland van 1640 tot 1859. Catharina Maria Stachouwer was tussen 1741 en 1761 voor twee derde eigenaar van het eiland. Zij liet zich Freule van Schiermonnikoog noemen. Haar eigenzinnige optreden bracht haar in aanvaring met de plaatselijke bevolking, en tot tweemaal toe riep zij bescherming van de Staten van Friesland in.
Van 1859 tot 1893 was het eiland bezit van de Hagenaar John Eric Banck. Deze liet een nieuwe waddendijk aanleggen en liet de duinen beplanten met helmgras om zandverstuivingen tegen te gaan. De Duitse graaf Berthold Hartwig Arthur Graf von Bernstorff, lid van de familie Von Bernstorff, kocht het eiland in 1893 voor 200.000 gulden. Hij liet naaldbossen aanleggen voor de houtproductie en verkocht het eiland in 1906 aan zijn zoon Georg Ernst August. Toen deze in 1939 overleed, erfde zijn zoon Bechtold Eugen graaf von Bernstorff het eiland.

Luchtfoto van Schiermonnikoog (1920-1940).

### Zeevaartschool 1872-1934
Tijdens de wintermaanden gaven de hoofden van de lagere school op Schiermonnikoog les in stuurmanskunst. Na 1800 was dit een aanstellingsvoorwaarde. Het schoolhoofd kreeg na 1857 assistentie van een onderwijzer, die daarnaast les in zeevaartkunde gaf. Dit bleek een ongelukkige combinatie, zeevaartkunde schoot er steeds bij in. De overgang van zeilvaart naar stoomvaart vereiste andere kennis en vaardigheden. Met de opening van een eigen zeevaartschool bevrijdde het eilander zeevaartonderwijs zich uit de cocon van het lager onderwijs. De eenmansleraar bij de opening in 1872 groeide uit tot een docentenkorps met een onderwijsaanbod dat beter op de ontwikkelingen op scheepvaartgebied afgestemd was. Door een groeiend aantal leerlingen, ook van elders, nam de overheidsbemoeienis met het zeevaartonderwijs toe, met als gevolg een aanhoudende drang tot uniformering, centralisering en bezuinigingen. Voor de eilander zeevaartschool betekende dit een lange ongelijke strijd en ten slotte sluiting in 1934.

### Tweede Wereldoorlog en bezetting
Schiermonnikoog werd op 16 mei 1940 bezet. Uit een telegram dat in 1972 uit een nalatenschap aan het Streekarchief was gegeven, blijkt dat burgemeester H.W. van den Berg vlak daarvoor de Duitsers om bescherming had verzocht. In 1941 vielen er bommen op drie huizen aan de Langestreek op Schiermonnikoog, waarbij vijf mensen werden gedood. Bij een bombardement van vluchtende geallieerde vliegtuigen in 1943 kwamen zeven mensen om waaronder het echtpaar Van den Berg. De Duitsers bouwden ten noordoosten van het dorp een radarpost ("Schleidorp") en legden een smalspoorlijn aan voor het transport van per schip aangevoerd bouwmateriaal. Predikant Jan Derk Domela Nieuwenhuis Nyegaard werd na zijn toespraak in Groningen van 1944 tot het eind van de oorlog naar dit eiland verbannen. 
Toen in april 1945 de provincie Groningen werd bevrijd door de Canadezen, vluchtte een groep van ongeveer 120 SD'ers en SS'ers afkomstig van het Scholtenhuis in Groningen, onder wie Robert Lehnhoff en Peter Schaap, via Zoutkamp naar het eiland, waar nog steeds een Duits garnizoen aanwezig was. Tijdens hun vlucht werden de gevorderde vaartuigen waarmee ze de overtocht naar Schiermonnikoog maakten beschoten door de Nederlandse Binnenlandse Strijdkrachten vanuit Oostmahorn.
De SD'ers werden door de Duitse Garnizoenscommandant Wittko op het eiland met argwaan bekeken. Het Duitse garnizoen met een sterkte van ongeveer 600 man leefde al vijf jaar betrekkelijk goed samen met de eilanders en de komst van een groep radicale nazi's aan het einde van de oorlog zou een ordentelijke afloop mogelijk niet bevorderen. Wittko kwartierde de SD'ers in op de boerderijen aan de Kooiplaats, ruim buiten het dorp Schiermonnikoog en dus ook buiten het bunkerdorp 'Schlei,' waar de reguliere Duitse militairen gelegerd waren, en liet ze scherp in de gaten houden. Wel nam Wittko behoorlijk aanstoot aan het feit dat de SD'ers beschoten waren tijdens hun vlucht: hij liet op 16 april Oostmahorn beschieten vanaf het eiland en deed zelfs een poging Duitse soldaten te laten landen op het vasteland met behulp van een aantal gevorderde Schiermonnikoogse vaartuigen. Ze kregen echter geen voet aan wal bij Oostmahorn door een toegesnelde Canadese eenheid. De Canadezen verloren tijdens de artilleriebeschieting en daaropvolgende schermutseling twee mannen.
De SD'ers hoopten vanuit Schiermonnikoog verder te kunnen vluchten naar het Duitse eiland Borkum. De communicatie met het garnizoen aldaar verliep echter moeizaam en een beloofde Schnellboot kwam niet opdagen. In de loop van mei vervloog de hoop nog via die route weg te kunnen komen. Het vasteland was inmiddels volledig in geallieerde handen, maar de Canadezen maakten nog geen aanstalten de bezetting op Schiermonnikoog te beëindigen. Het contingent SD'ers werd als eerste middels een list van het eiland gehaald: de Nederlandse verzetsman Herman Kloppenborg deed zich, met medewerking van de Canadezen, voor als een Canadese majoor en voer onder een witte vlag naar het eiland om over de overgave van de SD'ers te onderhandelen. Hij beloofde ze krijgsgevangenstatus en gevangenschap in Duitsland. De SD'ers kwamen op 31 mei naar de vaste wal en werden daar opgevangen door het Canadese leger. Ze werden echter meteen gearresteerd en in de jaren na de oorlog vervolgd voor de diverse misdaden waarvan ze werden verdacht. Op 11 juni kwamen na onderhandelingen tussen Wittko en het Canadese leger de laatste 600 man Duitse troepen van het eiland en werden zij op het vasteland door Canadese troepen krijgsgevangen gemaakt. 
Het eiland werd op 27 december 1945 door de Nederlandse staat geconfisqueerd, omdat het als vijandelijk vermogen werd beschouwd. Graaf Bechtold Eugen von Bernstorff kon het goed vinden met de eilanders, maar kon desondanks niet voorkomen dat het eiland van hem zou worden afgenomen. Na de Tweede Wereldoorlog eiste de Nederlandse regering via een noodwet alle bezittingen op van de Duitsers, NSB'ers en landverraders, en dus ook Schiermonnikoog. Ook in Duitsland werden grote delen van zijn bezit door de Russen afgenomen. Vanaf 1951 probeerde de graaf Schiermonnikoog terug te krijgen. Toen dat mislukte, eiste hij een schadevergoeding van de Duitse staat. Bijna veertig jaar na de confiscatie kreeg hij in 1983 een vergoeding van 80.000 Duitse marken.
In 1985 betaalde de gemeente Schiermonnikoog 9000 gulden als bijdrage aan de zakenman en oud eilander Liepke Scheepstra om het boek "Schiermonnikoog, Oogappel van Hitler" van de journalist-schrijver Wilko Bergmans uit de handel te nemen. In dat boek had Bergmans de voormalige burgemeester Van den Berg van verraad beschuldigd. Na een proces wegens smaad werd het omstreden boek door de rechter verboden. Het boek werd uiteindelijk in gewijzigde vorm alsnog uitgegeven.

## Geografie
Schiermonnikoog grenst ten noorden aan de Noordzee, en ten zuiden aan de Waddenzee. Ten westen ligt Ameland en ten oosten Rottumerplaat en de zandplaat Balg. De totale lengte is 18 km en de totale lengte van de fietspaden is 30 km. De hoogste duintop is 20 meter.
Het eiland schuift door afkalving en aanslibbing steeds verder naar het oosten. Anno 2005 lag het oostelijk deel van het eiland op dezelfde locatie als het westen van het vergane eiland Bosch. Een kilometer van het oostelijk punt van het eiland, een gebied dat overigens bij hoogwater onder water staat, was in de provincie Groningen (gemeente Eemsmond) komen te liggen. Per 1 januari 2006 is de grens gecorrigeerd. Deze loopt nu door de geul de Eilanderbalg. De voornaamste reden voor de grenswijziging was het scheppen van duidelijkheid omtrent de verantwoordelijkheid voor rampenbestrijding, omdat bovenlangs de Waddeneilanden veel schepen met giftige lading varen. Overigens bleek in 2018 dat de oostelijke punt opnieuw Groningen was "binnengewandeld".
Op Schiermonnikoog ligt dijkring 1. Deze bestaat uit de waddendijk, de Westerduinen, Noorderduinen en Kooiduinen. De acceptabele normfrequentie voor overstromingen binnen deze dijkring is vastgesteld op eens in de tweeduizend jaar. Uitgaande van de situatie eind 2013 is het overstromingsrisico opnieuw geanalyseerd, waaruit bleek dat de overstromingskans voor deze dijkring eens in de 350 jaar is. De laatste dijkdoorbraak vond plaats tijdens de stormvloed van 1962. De in de 2e wereldoorlog gebouwde bunker Wassermann, onderdeel van de Atlantikwall, staat op het hoogste punt van het eiland (20 meter). Ter vergelijking: Vlieland met 45 meter (het Vuurboetsduin), heeft het hoogste punt van de Nederlandse eilanden, Sylt met 52 meter kent het hoogste punt van alle eilanden in het waddengebied van Nederland, Duitsland en Denemarken.

## Toerisme
Het toerisme richt zich vooral op de natuur van het eiland. Er is een wandel- en fietsnetwerk. Verder veel ongerepte natuur, die onder meer rustzoekers en vogelaars aantrekt. De stranden worden tot de breedste van Europa gerekend. Ten westen van strandpaal 2 en ten oosten van strandpaal 7 is naaktrecreatie toegestaan. In 1989 is het eiland uitgeroepen tot Nationaal Park Schiermonnikoog.

## Bezienswaardigheden
- Walviskaken - Willemshof
- Begraafplaats Vredenhof
- Standbeeld de Schiere Monnik - een bronzen beeld van Martin van Waning (1964)
- Bakens het Willemsduin en de Kobbeduinen - driehoekige bouwsels, gelegen in de kwelders van de genoemde duinen; zij wezen in het verleden de schepen in de Wadden de weg
- Bunkermuseum Schlei - een museum over de eilander geschiedenis van WOII en in het bijzonder over het zgn Schleidorp, een bunkercomplex rondom radarpost Wassermann
- Bunker Wassermann - een van de bunkers die de Duitsers tijdens WOII op Schiermonnikoog bouwden en die deel uitmaakten van de Atlantikwall
- Noordertoren en Zuidertoren - beide torens stammen uit 1853 en dienden ter navigatie van het scheepvaartverkeer; de witte Zuidertoren doofde in 1909 en diende vervolgens lange tijd als watertoren, de rode noordertoren fungeert als vuurtoren en is tevens permanent bemand als zeeverkeerspost voor de Oostelijke Waddenzee
- Westerplas met vogelkijkhut - een zoetwaterplas waar veel vogels foerageren; belangrijk voor vogelaars
- Bank van Banck - van 1859 tot 1878 was J.E. Banck eigenaar van het eiland. Hij liet een dijk aanleggen ter bescherming van het eiland. Er staat nu een stenen bank op zijn favoriete plek op de dijk.

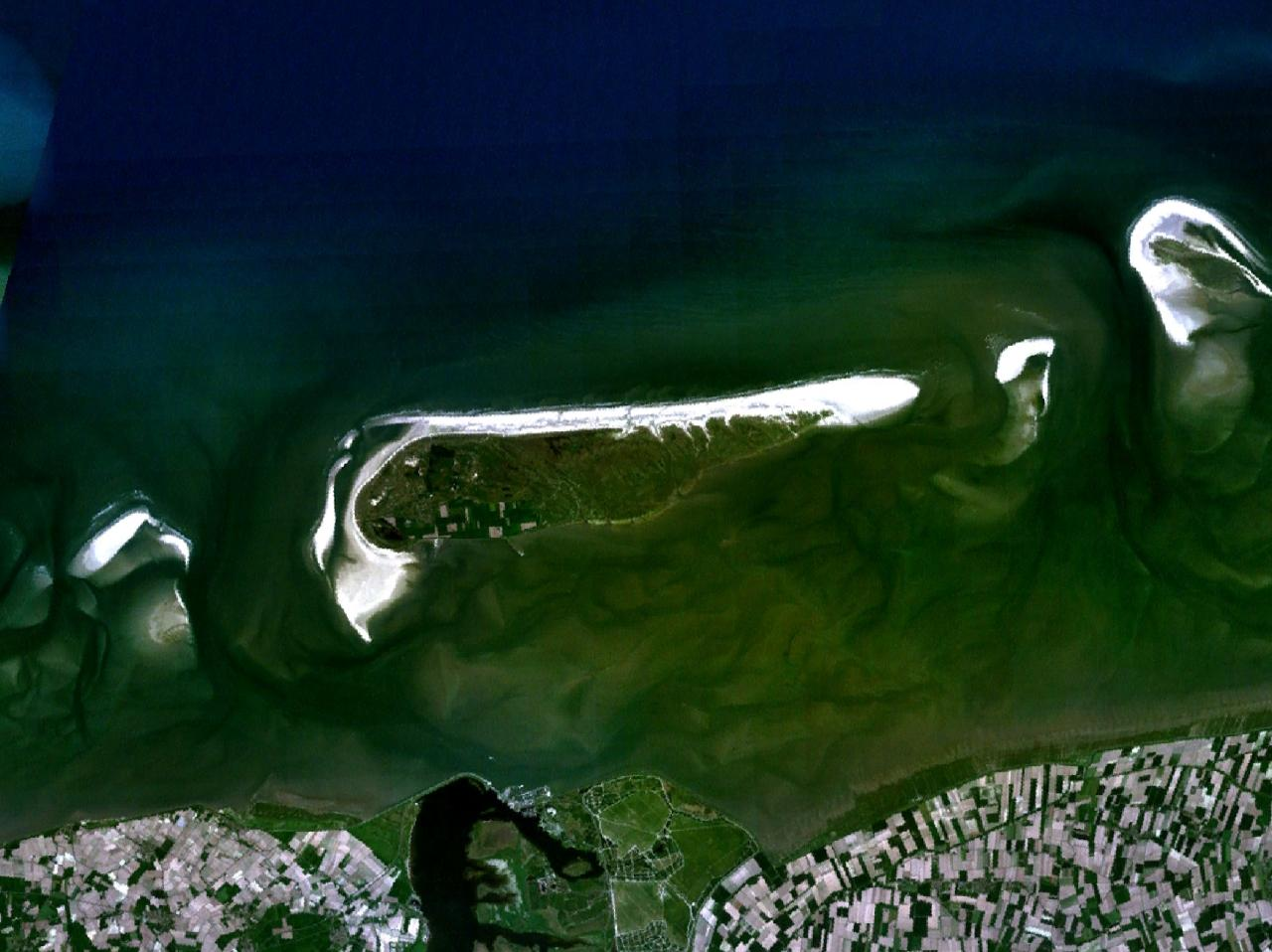
Schiermonnikoog vanuit de ruimte gezien
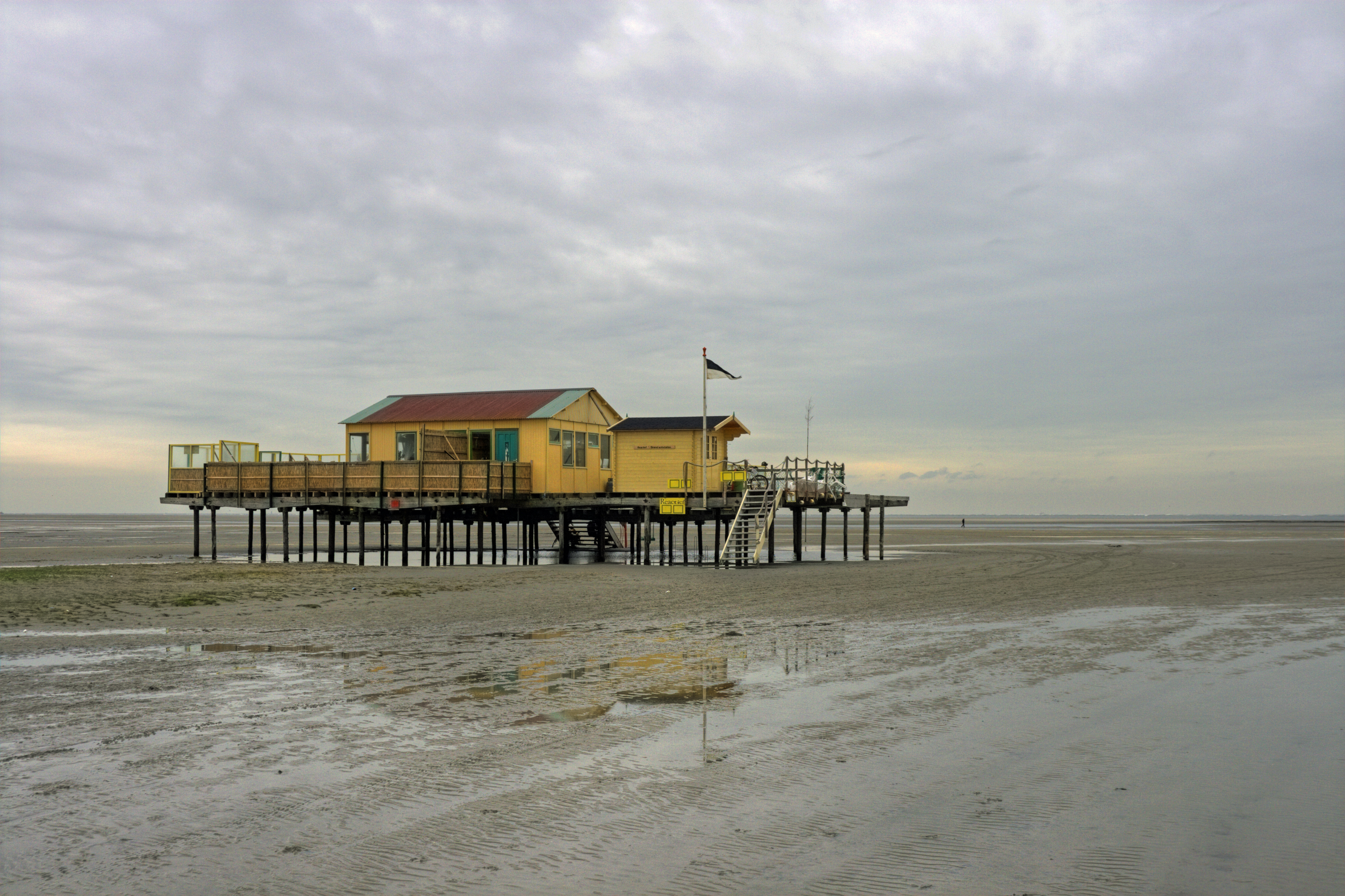
Strandpaviljoen Paal 3 aan de noordzijde van het eiland
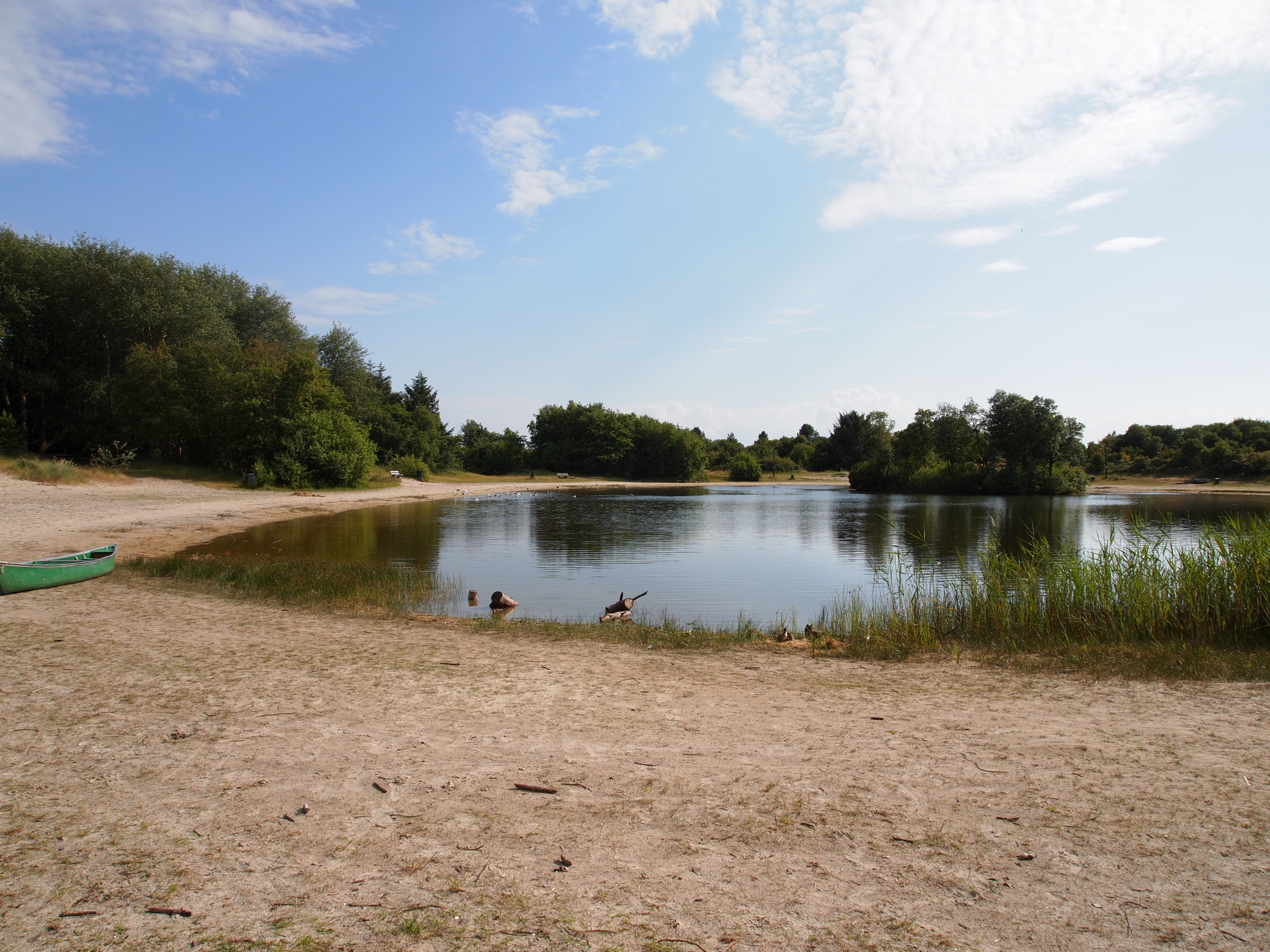
Berkenplas
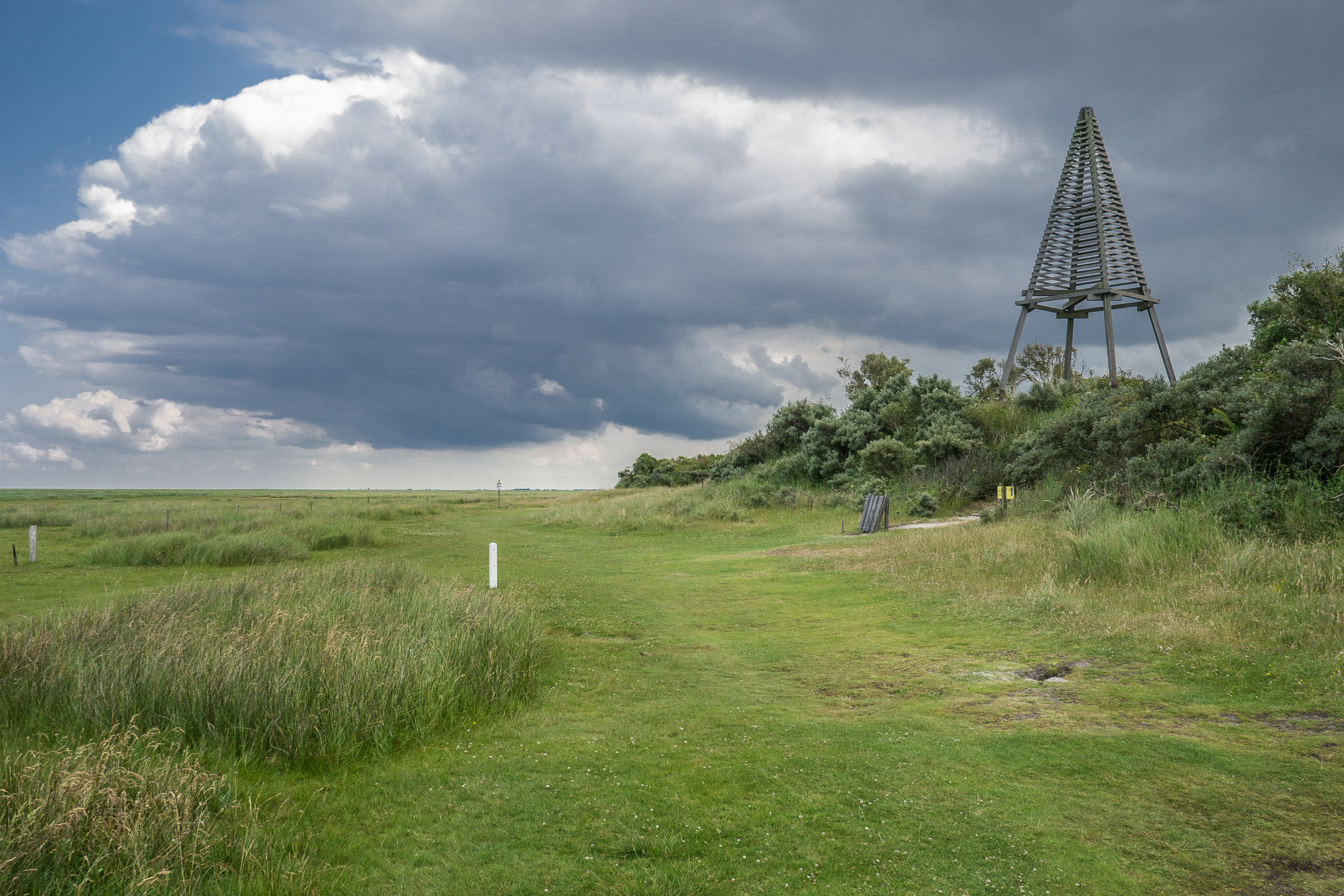
Baken op de Kobbeduinen
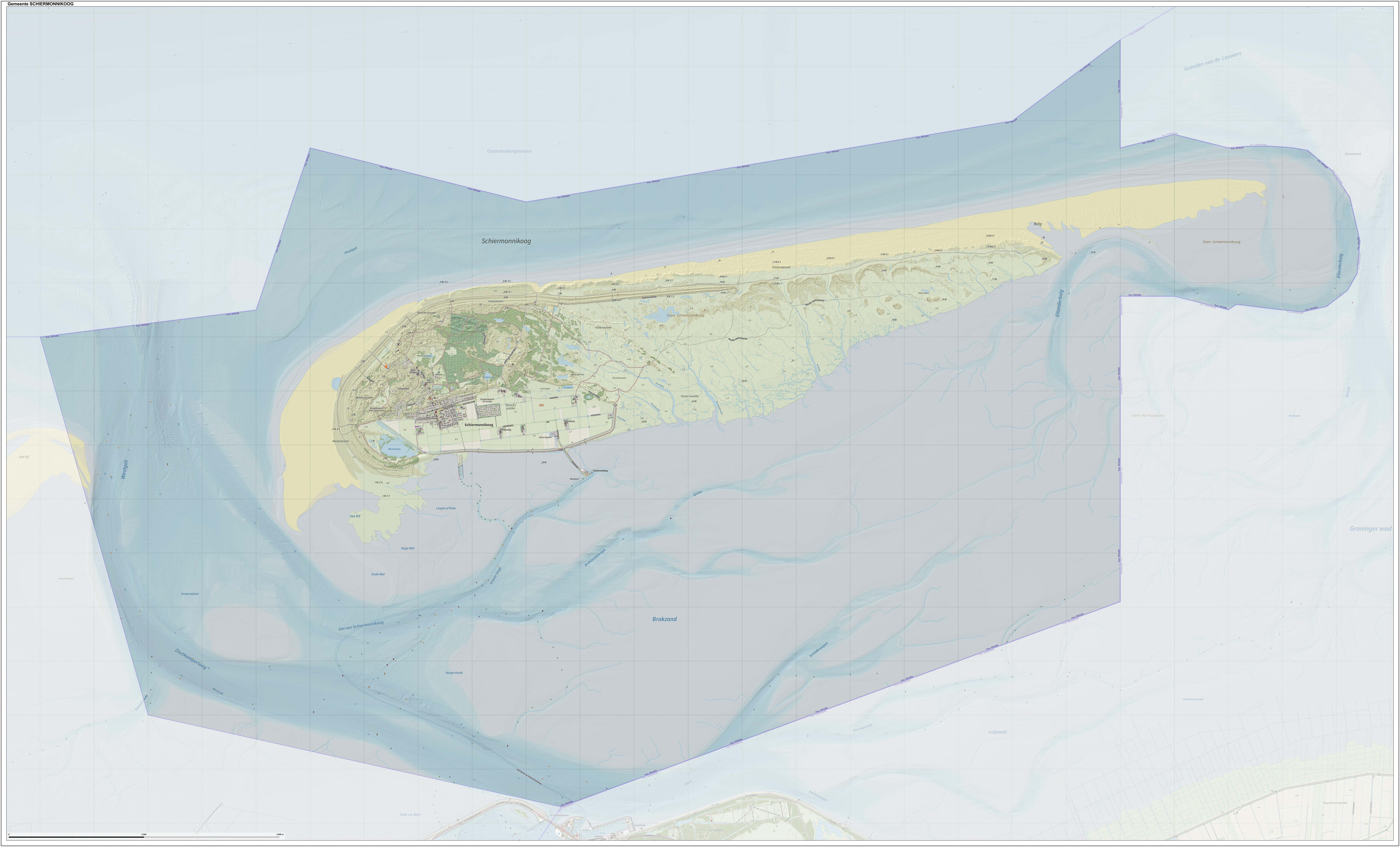
Topografische kaart van de gemeente Schiermonnikoog, per september 2023

## Dorpskern

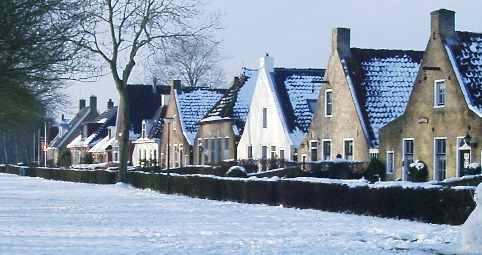
Gezicht op de Langestreek

Op Schiermonnikoog lagen vroeger, voor 1720, vijf buurtschappen: Westerburen, Oosterburen, Binnendijken en Dompen. Deze laatste buurten en een deel van Oosterburen, zijn vernietigd door overstromingen en afkabbeling van het eiland rond 1750. Voor 1720 bestond er eigenlijk geen geregeld dorp. In 1856 telde het eiland ongeveer 900 inwoners, die vooral in de buurtschappen woonden. Het dorp Oosterburen telde ongeveer 160 woningen, verspreid over de Voorstreek, Langestreek, Middenstreek, Vierhuizen en Zevenhuizen, daarnaast waren er nog een aantal boerderijen verspreid over het eiland. De wegen/buurten lopen van west naar oost. De Voorstreek was het drukst bewoond, terwijl de huizen aan de Achterstreek het grootste aanzien hadden. Wat het binnendijkse betreft is het Stamhuis der Heeren en Vrouwen van de Heerlijkheid Schiermonnikoog, genaamd het Huis Binnendijken, het vermelden waard. Dit gebouw is door overstromingen verwoest, en de eigenaren van Schiermonnikoog, de Stachouwers, hebben op deze plek Landgoed Rijsbergen, ten oosten van Oosterburen, laten bouwen. De eigenaren hebben zich hier enkele jaren gevestigd. Daarbij heeft deze familie de buitenplaats Patmos laten bouwen in 1762, dit werd ook hun verblijfplaats.
Het gelijknamige dorp Schiermonnikoog is nu de enige plaats in de gemeente. Plaatselijk wordt dit dorp ook wel Aisterbun oftewel 'Oosterburen' of Darp oftewel 'Dorp' genoemd. Het dorp dateert uit 1719 en werd in opdracht van de familie Stachouwer gebouwd, omdat het oorspronkelijke dorp Westerburen rond 1750 langzaam door de zee werd verzwolgen. Het dorp is een beschermd dorpsgezicht, een van de beschermde stads- en dorpsgezichten in Friesland en is de noordelijkste plaats van Nederland. Door de overstromingen zijn er van tijd tot tijd verhuizingen geweest, waardoor buurtschappen zijn verdwenen. In de jaren 1970 verrees aan de zuidkant van het dorp een nieuwe wijk, die door de bewoners Nieuw-Dokkum wordt genoemd. Deze wijk ligt tussen de Willem Dijkstraat en de Burgemeester van de Wormstraat in het westen, het Kerkelaantje in het noorden en de Oosterreeweg in het oosten. In de wijk staat een vmbo-school en een sporthal. Ter herinnering aan de betekenis van de walvisvaart in de periode na de Tweede Wereldoorlog staan er midden in het dorp bij de Willemshof twee kaken van een blauwe vinvis, meegenomen door de eilander Klaas Visser, die kapitein van de Willem Barendsz was. Na 1995 is een nieuwe wijk gebouwd aan de oostkant van het dorp.

## Kerken

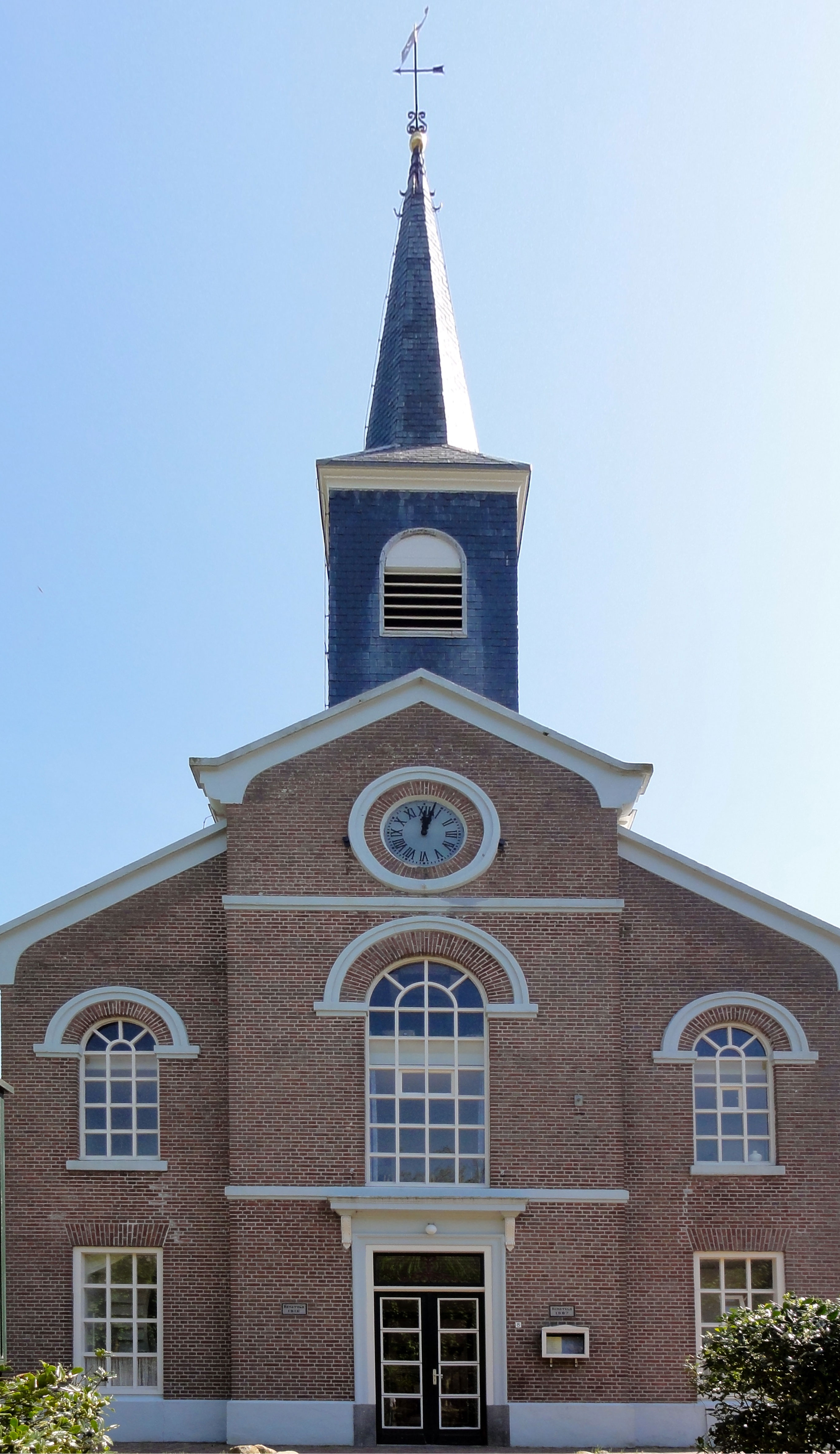
Got Tjark
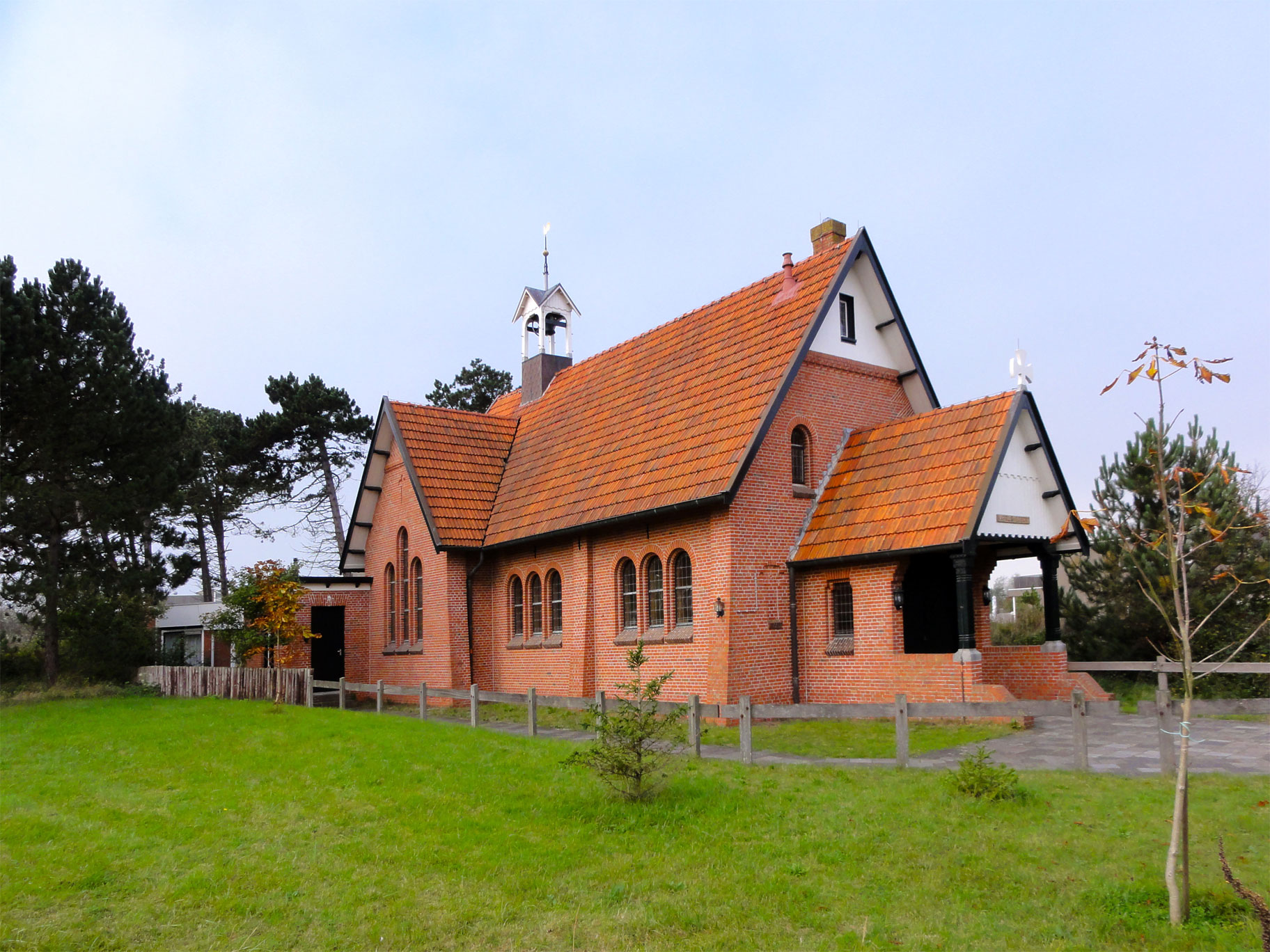
Sint-Egbertuskapel
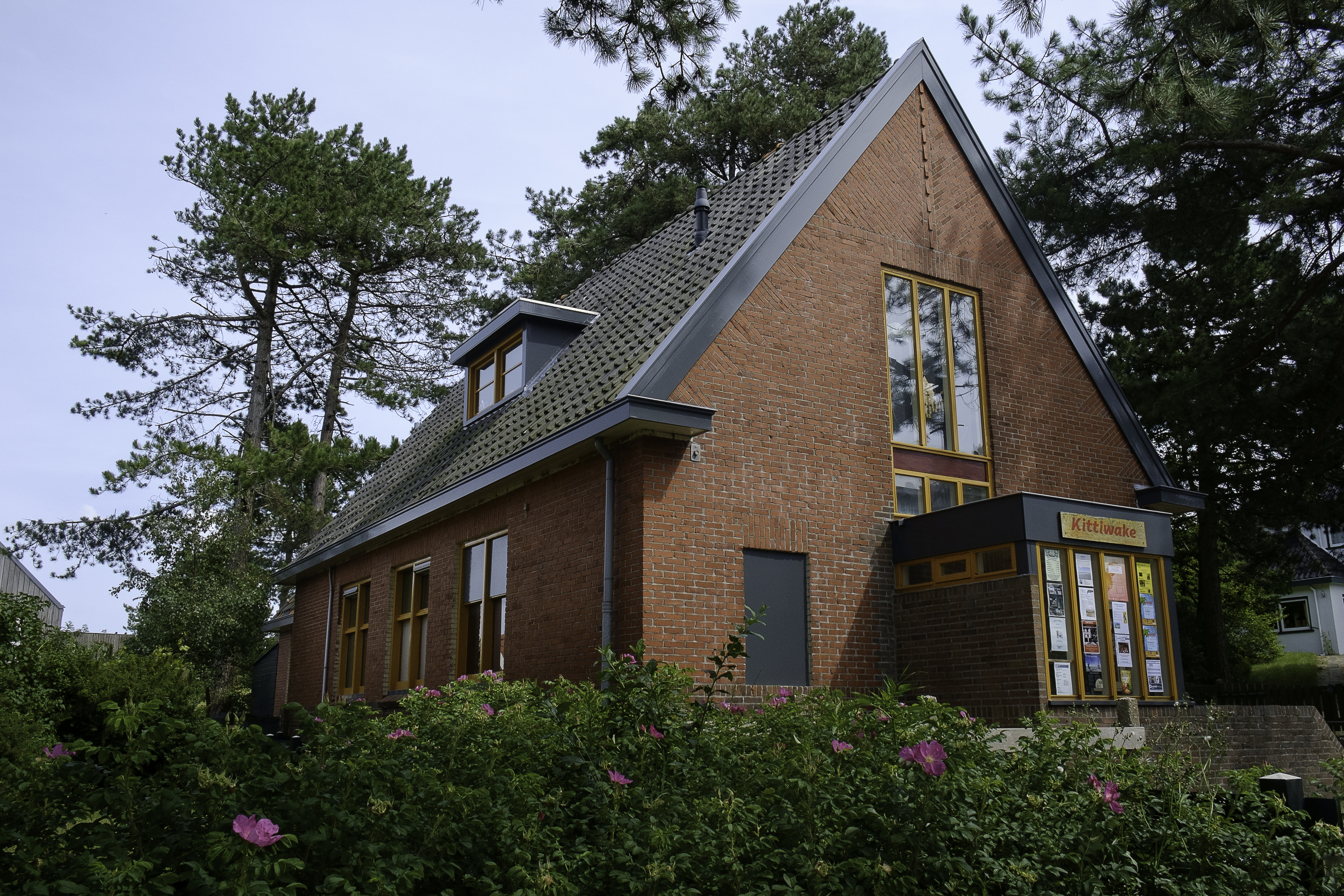
Voormalige hervormde evangelisatie uit 1929, tegenwoordig jeugdcentrum Kittiwake

## Het Eilanderhuis
De oudste woningen van het dorp staan aan de Middenstreek 17 (1721) en de Middenstreek 60 (1724). De familie Stachouwer bepaalde hoe de woningen eruit moesten zien, als een soort bestemmingsplan: “De lengte en breedte van de huizen, van lange schuren voor het drogen van de netten, tot op een inch nauwkeurig zijn uitgerekend: iedere decimeter die buiten de voorgeschreven maat viel, kwam de bewoner op zoveel ‘stuiver’ extra te staan.” De huizen bestonden uit het voor- en achterhuis. In het achterhuis werden visnetten en gedroogde vis opgeslagen. De gevels van de eilander huizen zijn opgebouwd van Friese geeltjes, en een aantal huizen aan de Voorstreek en Middenstreek een lytj hus, dit is een uitgebouwde kamer. Wanneer vader en zonen op zee waren, werd het lytsj hus bewoond in plaats van het hoofdhuis. Elk huis had een eigen, ondiepe, drinkput. Een aantal van deze woningen werd dubbel bewoond.
In de 19e eeuw ontstond het idee dat door bad in de Noordzee men lichaam en geest kon genezen. Op Schiermonnikoog is een badhotel gebouwd, waardoor het toerisme op gang kwam, voornamelijk uit de stad Groningen en Duitsland, wat resulteerde in pensions en vakantiewoningen.
Van de oorspronkelijke vorm is niet veel over, want de woningen werden aangepast aan de moderne tijd – ze gingen vooral als vakantiewoning fungeren. Om ruimte te creëren werden er zijmuren verhoogd, waardoor een knik in het dak ontstond. Ook nu is het in sommige gevallen mogelijk om een lytj hus te bouwen, afhankelijk van de woning en locatie.

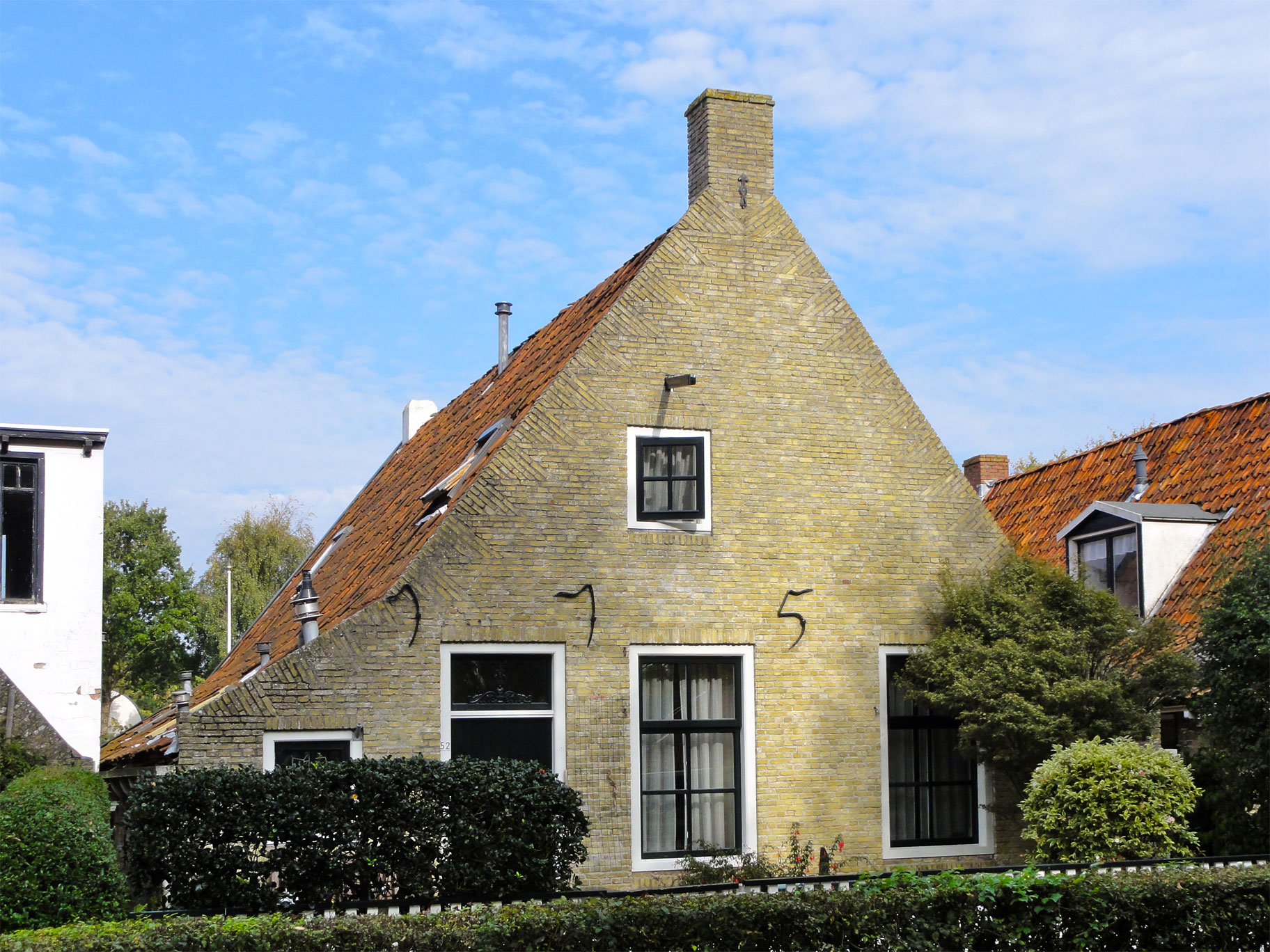
Langestreek 52 Schiermonnikoog

## Verkeer en vervoer

### Scheepvaart
Voor de scheepvaart zijn er in de 19e eeuw twee vuurtorens op het eiland gebouwd: de Noordertoren en de Zuidertoren. Ook bevinden er zich twee kapen op het eiland: Kaap Kobbeduinen en Kaap Willemsduin. Schiermonnikoog heeft een continu bemande zeeverkeerspost, te bereiken via VHF-kanaal 5.
De jachthaven van Schiermonnikoog, een van de zeventien Waddenhavens, is gesitueerd aan de zuidwestkant van het eiland aan de oude Veerdam. Het biedt van april tot november ruimte en faciliteiten aan 120 schepen. De haven is een echte getijhaven: de toegang is bevaarbaar vanaf ongeveer twee uren voor hoogwater tot twee uur na hoogwater. Met laagwater staat er in de haveningang slechts ongeveer 10 cm, bij hoogwater 1,50 m. water. De aanvaarroute is aangegeven met betonning en prikken, die, samen met een recente vaarkaart, noodzakelijk zijn om de haven te bereiken. Charterschepen kunnen afmeren aan de kop van de oude Veerdam en vallen helemaal droog. Droogvallen kan ook op de plaat ten oosten van de haven, bij laagwater is dan de kant bereikbaar.
Rederij Wagenborg onderhoudt een veerdienst tussen Lauwersoog en Schiermonnikoog met de veerboten Rottum en Monnik. Ook exploiteert Wagenborg met het MS Esonborg een dienst op Esonstad bij Oostmahorn.

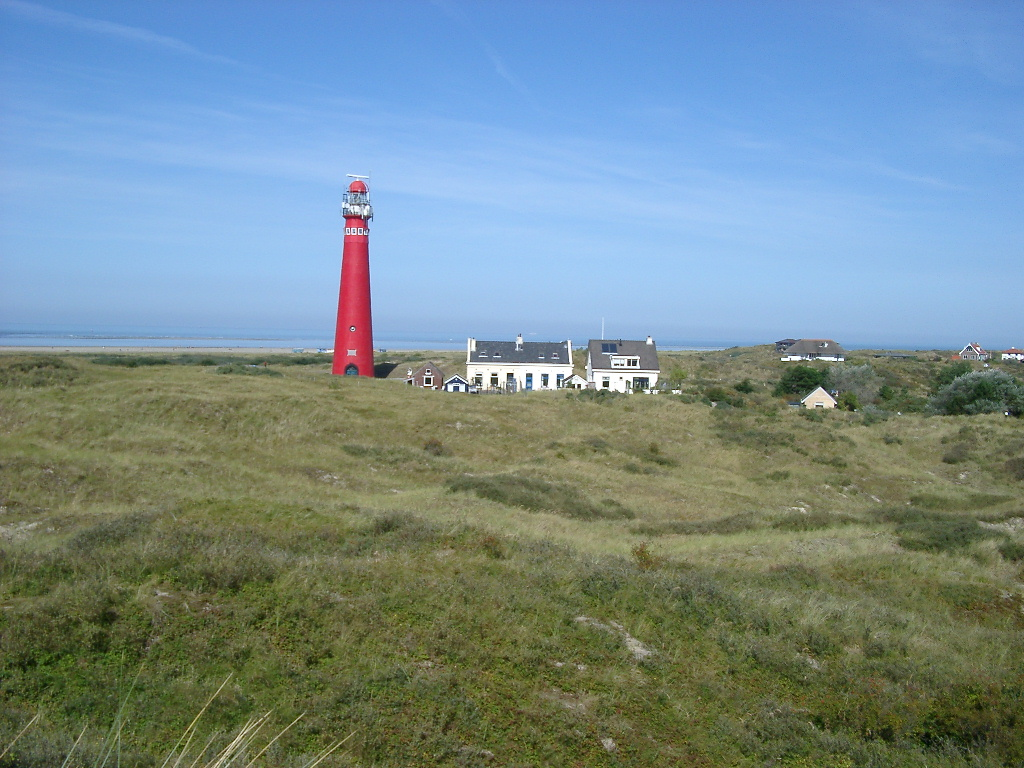
Vuurtoren de Noordertoren
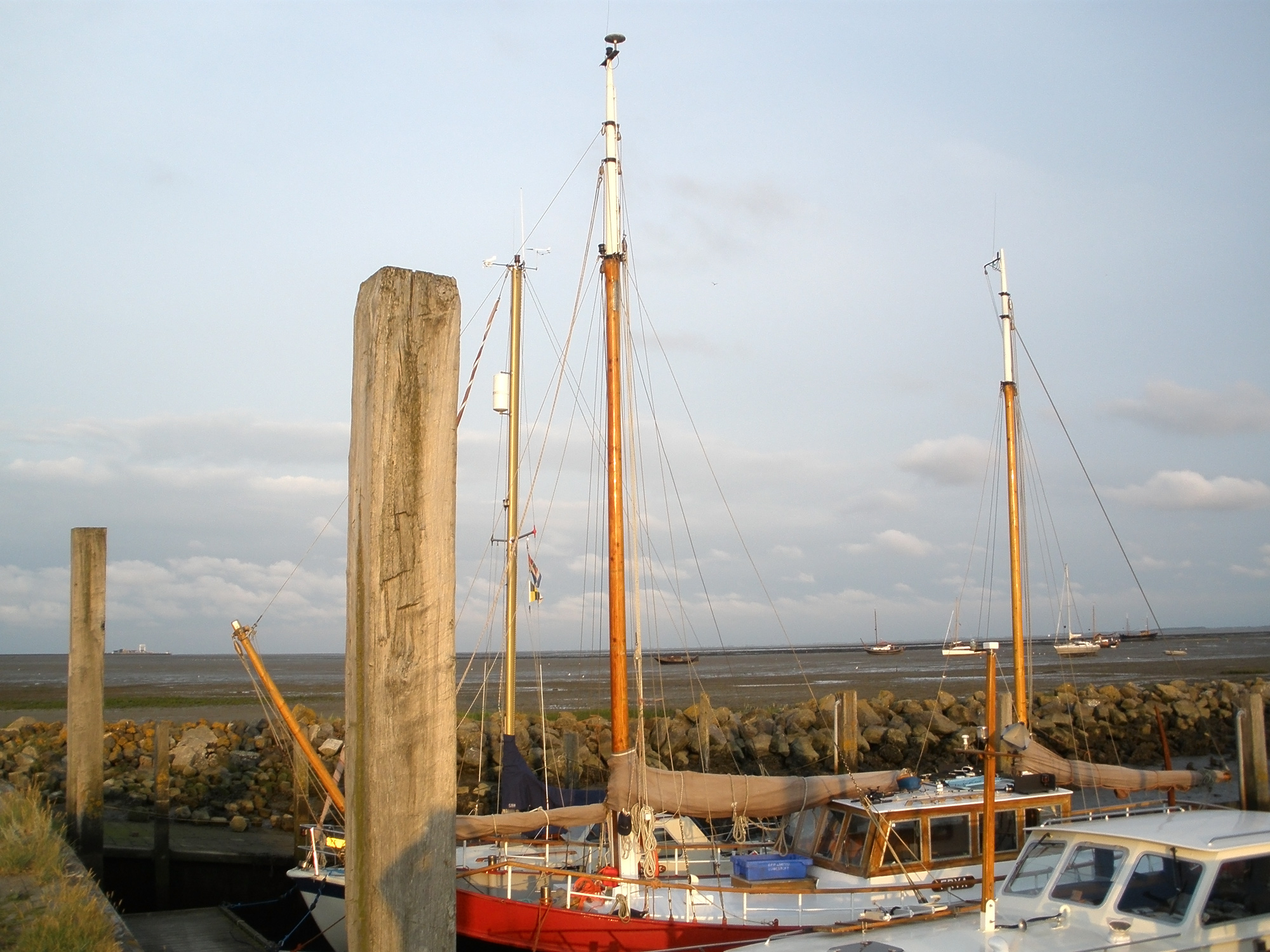
Jachthaven met drooggevallen wad
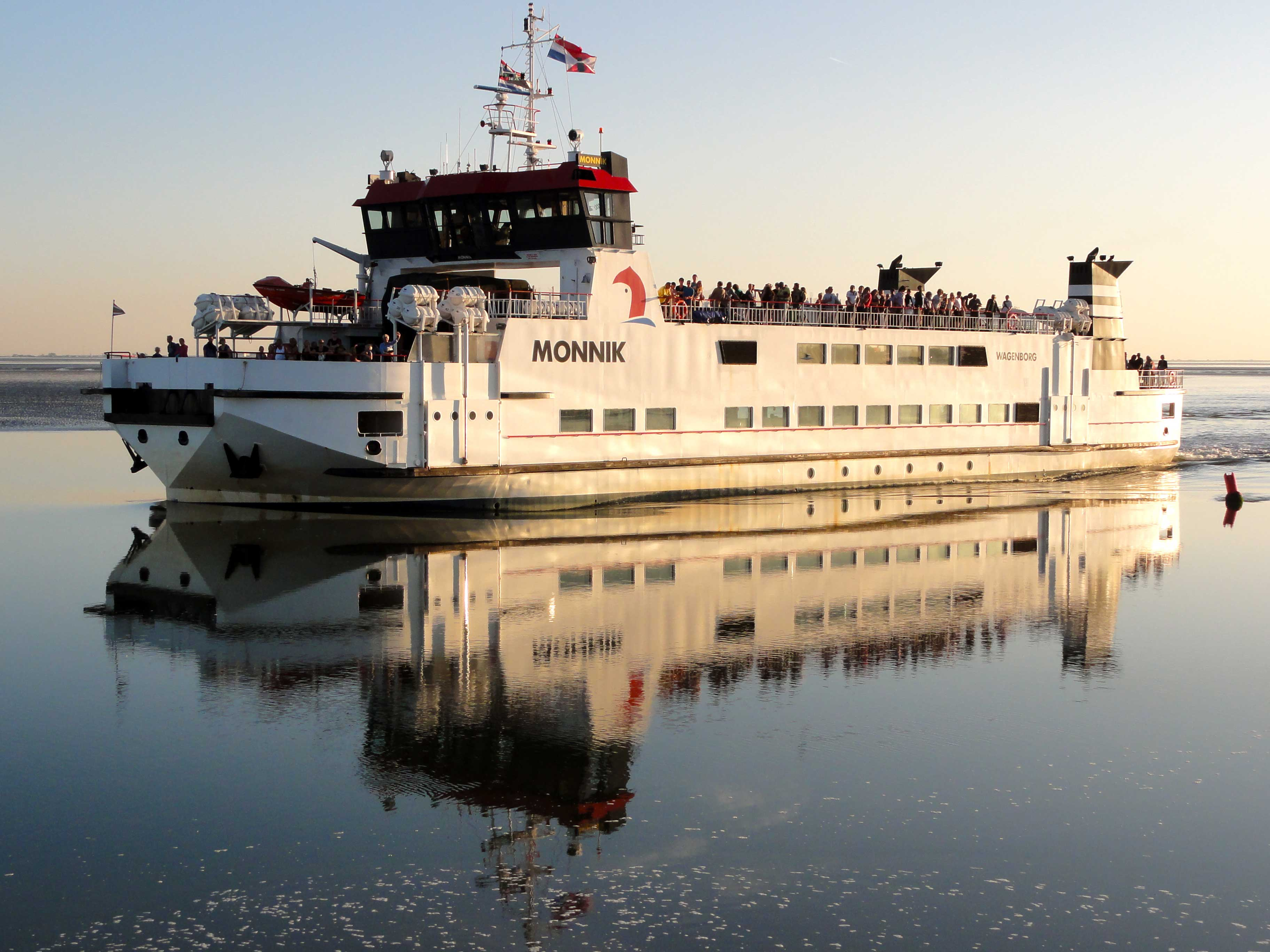
De veerboot Monnik
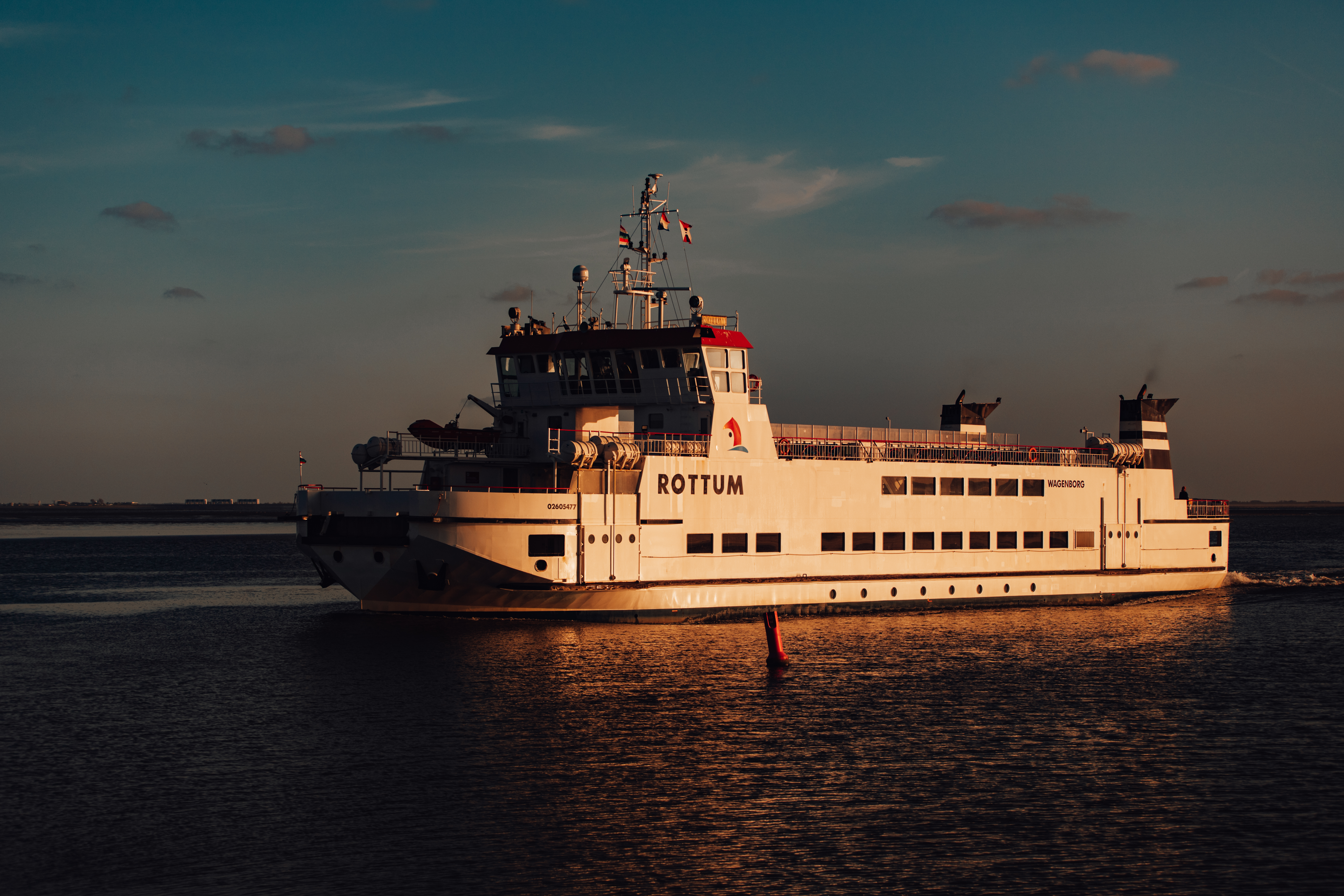
De veerboot Rottum

### Openbaar vervoer

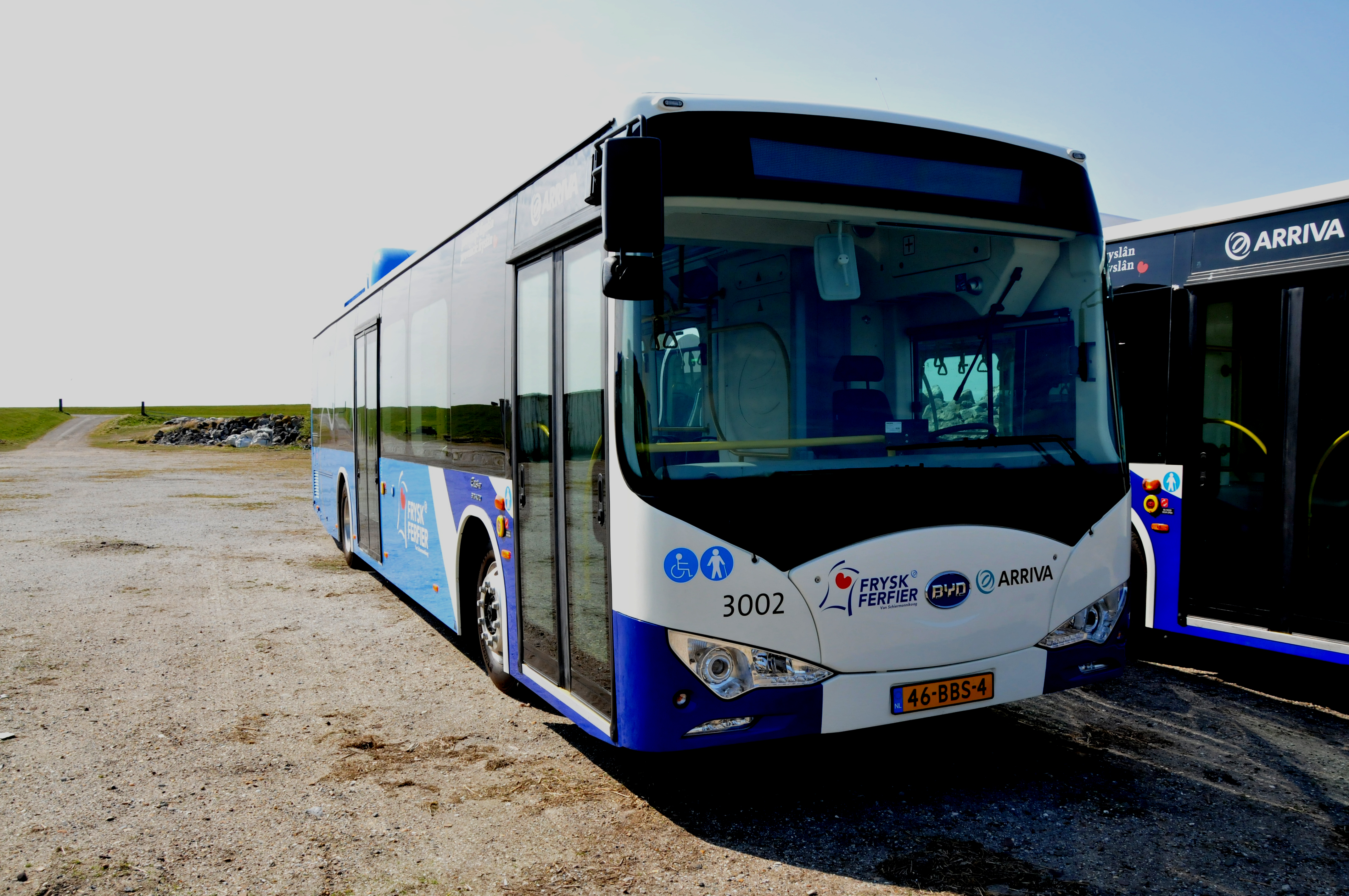
Een elektrische bus op Schiermonnikoog

Op Schiermonnikoog wordt het openbaar vervoer uitgevoerd met bussen die worden gereden door Qbuzz. Alle buslijnen vertrekken vanaf de veerdam van de boot en rijden, verspreid over vier buslijnen (in de zomer vijf), verder het eiland in. Voor de exploitatie zet de provincie Friesland sinds april 2013 zes elektrische bussen van het type BYD K9 in.
In 2006 had Arriva een geschil met taxibedrijf Boersma, dat in aansluiting op de boten vervoer tegen een vast tarief aanbood met autobussen tussen het dorp en de veerboot. De vraag was of dit gezien kon worden als openbaar vervoer in de zin van de Wet personenvervoer 2000. Arriva won de zaak.

### Fietsen
In 2022 won Schiermonnikoog de titel van Fietsgemeente 2022 van de Fietsersbond. Zij werden door de fietsers uitgeroepen tot fietsvriendelijkste gemeente van Nederland.

## Taal
De bevolking spreekt van oorsprong het Eilanders of Schiermonnikoogs, een sterk van het Standaardfries afwijkend dialect. Door toenemende invloeden van buitenaf (onder andere van het toerisme) wordt het dialect langzaam verdrongen door het Fries en het Nederlands. Momenteel zijn er nog slechts zo'n zeventig mensen die het dialect kunnen spreken. Zij noemen hun eiland Lytje Pole, letterlijk 'Kleine Pol' (klein stukje grond).

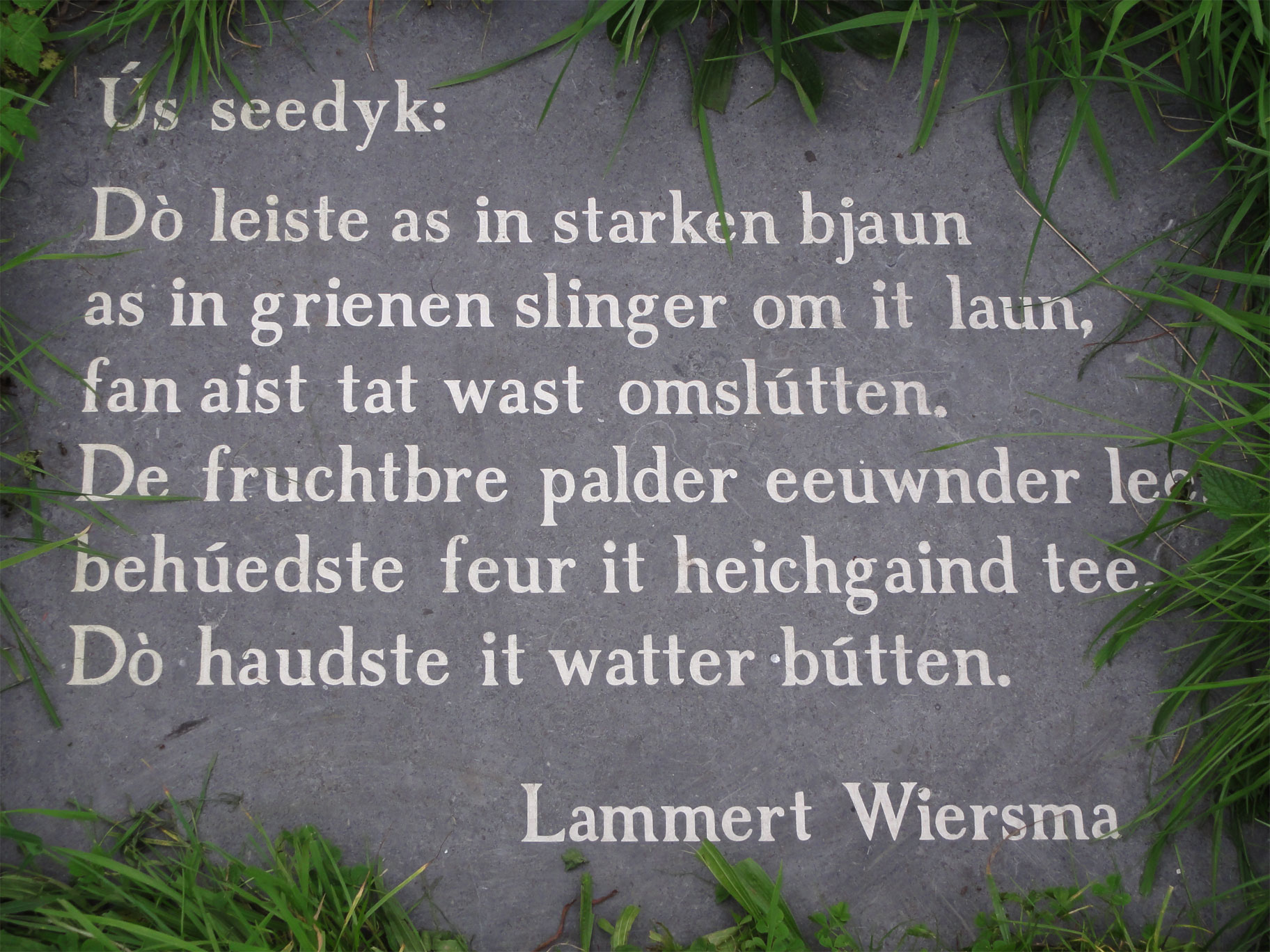
Taalroute op Schiermonnikoog

## Cultuur

### Folklore
Rond Pinksteren wordt Kallemooi gevierd, een feest dat vandaag de dag uitsluitend nog op Schiermonnikoog wordt gevierd. Dit feest kan worden gezien als overblijfsel van een vruchtbaarheidsrite zoals dit in de noordse traditie gebruikelijk is. Onderdeel van dit feest is het op zaterdag-middernacht hijsen van de Kallemooimast met daar bovenin in een ruime mand een haan, die eerder die dag is ontvoerd uit een eilander kippenhok. Na opsluiting van drie dagen, met voldoende water en voer, wordt de mast weer gestreken en wordt de haan weer teruggebracht naar de rechtmatige eigenaar. In 2014 leidde deze traditie tot een rel tussen voorstanders van deze traditie en vertegenwoordigers vanuit de hoek van de dierenbescherming. Op en rond 5 december viert men Klozum. Het Klozumfeest wordt ook op andere Waddeneilanden in ongeveer dezelfde vorm gevierd; Sunderum op Terschelling en Sunneklaas op Ameland zijn vergelijkbare feesten.

### Musea

Bunkermuseum Schlei

- Bunkermuseum Schlei
- Schelpenmuseum Paal 14
- Bezoekerscentrum Schiermonnikoog
- Koningshuis: historisch museum

### Monumenten
In de gemeente zijn er een aantal rijksmonumenten en oorlogsmonumenten, zie:
- Lijst van rijksmonumenten in Schiermonnikoog
- Lijst van oorlogsmonumenten in Schiermonnikoog

### Kunst in de openbare ruimte
In de gemeente zijn diverse beelden, sculpturen en objecten geplaatst in de openbare ruimte, zie:
- Lijst van beelden in Schiermonnikoog

## Sport
VV De Monnik is de voetbalvereniging van Schiermonnikoog. De club speelt op een veld aan de noordrand van het dorp.

## Politiek

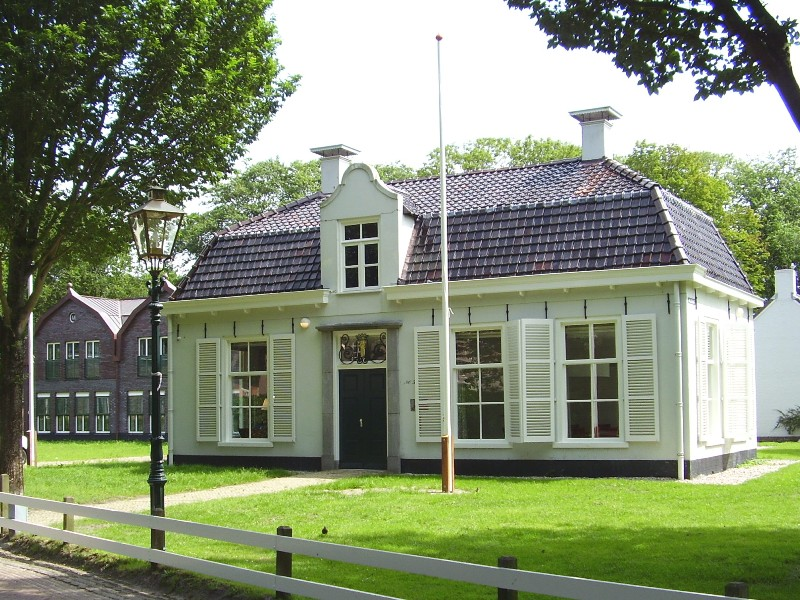
Gemeentehuis in het dorp

De gemeenteraad van Schiermonnikoog bestaat sinds 1994 door een wijziging in de Gemeentewet uit 9 zetels, daarvoor uit 7.
De gemeenteraadsverkiezingen op Schiermonnikoog hebben na de Tweede Wereldoorlog tot 1970 een uitermate stabiel beeld laten zien: Schiermonnikoogs Belang (SB, oorspronkelijk een lijstverbinding van PvdA en VVD) en de Christelijke Groepering Schiermonnikoog (CGS, begonnen als lijstverbinding van CHU en ARP) waren de enige deelnemende kiesverenigingen; SB veroverde iedere keer vier zetels in de gemeenteraad en de CGS drie. Beide partijen leverden vervolgens één wethouder.
Daarin kwam verandering toen in 1970 voor het eerst een derde partij aan de verkiezingen deelnam: De Alternatieve Lijst Schiermonnikoog. Zij is ontstaan als afsplitsing van SB, nadat de PvdA op het eiland een afdeling oprichtte, wel lid bleef van de kieslijst SB en de eerste drie (van de vier verkiesbare) plaatsen van de kieslijst wist te bezetten.
Sindsdien zijn er meer afsplitsingen ontstaan waarvan tot op heden alleen Ons Belang een vaste plek in de eilander politieke constellatie heeft veroverd. Na de verkiezingen van 1990 waren er liefst vijf verschillende fracties die hun intrede deden. Schiermonnikoog en Rozendaal zijn de enige gemeenten in Nederland waar alleen lokale partijen in de gemeenteraad zitten.
Hieronder staat de samenstelling van de gemeenteraad sinds 1970:
| Partij                             | 1970 | 1974 | 1978 | 1982 | 1986 | 1990 | 1994 | 1998 | 2002 | 2006 | 2010 | 2014 | 2018 | 2022 |
| ---------------------------------- | ---- | ---- | ---- | ---- | ---- | ---- | ---- | ---- | ---- | ---- | ---- | ---- | ---- | ---- |
| Ons Belang                         | -    | -    | -    | -    | -    | 1    | 3    | 4    | 3    | 3    | 3    | 4    | 3    | 4    |
| Samen voor Schiermonnikoog         | 3    | 3    | 3    | 2    | 2    | 2    | 2    | 3    | 3    | 3    | 3    | 2    | 4    | 3    |
| Schiermonnikoogs Belang            | 3    | 3    | 2    | 2    | 1    | 2    | 2    | 1    | 3    | 3    | 2    | 1    | 2    | 2    |
| Democraten Schiermonnikoog 2010    | -    | -    | -    | -    | -    | -    | -    | -    | -    | -    | 1    | 2    | -    | -    |
| Liberalen Schiermonnikoog          | -    | -    | 2    | 3    | 3    | 1    | 2    | 1    | -    | -    | -    | -    | -    | -    |
| Schiermonnikoger Volkspartij       | -    | -    | -    | -    | 1    | 1    | -    | -    | -    | -    | -    | -    | -    | -    |
| Alternatieve Lijst Schiermonnikoog | 1    | 1    | -    | -    | -    | -    | -    | -    | -    | -    | -    | -    | -    | -    |
| Totaal                             | 7    | 7    | 7    | 7    | 7    | 7    | 9    | 9    | 9    | 9    | 9    | 9    | 9    | 9    |

### College van B&W
Het college van burgemeester en wethouders van Schiermonnikoog bestaat uit:
- Burgemeester: Ineke van Gent (GroenLinks)
- Wethouders:
  - J.C. Hagen (Samen voor Schiermonnikoog), eerste locoburgemeester
  - I.J. Zonneveld - Scheltens (Schiermonnikoogs Belang), tweede locoburgemeester
- Secretaris: R. Thedinga

### Project stikstofaanpak in 2018 Schiermonnikoog
Op 15 december 2017 verscheen een PAS-analyse voor Schiermonnikoog. De gemeente Schiermonnikoog pakte vervolgens de problematiek met alle belanghebbenden aan. Reeds in mei 2018, voor de uitspraak in 2019 van de Raad van State, sloten de zeven melkveehouders op Schiermonnikoog een overeenkomst met de Vereniging Natuurmonumenten en de gemeente. Doel van de overeenkomst was om gezamenlijk te gaan werken aan rijkere natuur op het eiland en een beter economisch perspectief voor de boerenbedrijven. Het eiland maakt als onderdeel van de Waddenzee onderdeel uit van de Werelderfgoedlijst. In 2022 werd door de provincie 1 miljoen subsidie beschikbaar gesteld voor de opgerichte zuivelcoöperatie.

## Aangrenzende gemeenten
| Aangrenzende gemeenten | Aangrenzende gemeenten | Aangrenzende gemeenten | Aangrenzende gemeenten | Aangrenzende gemeenten |
| ---------------------- | ---------------------- | ---------------------- | ---------------------- | ---------------------- |
|                        |                        |                        |                        |                        |
|                        |                        |                        |                        |                        |
| Ameland                | Het Hogeland (Gr)      |                        |                        |                        |
|                        |                        |                        |                        |                        |
| Noardeast-Fryslân      |                        | Het Hogeland (Gr)      |                        | Het Hogeland (Gr)      |

## Geboren
- Willem de Jong (1872-1918), Nederlands onderwijzer en politicus
- Lammert Wiersma (1881-1980), Fries dichter
- Jacob Fenenga (1888-1972), gezagvoerder op de grote vaart en een Friese dichter
- Klaas Visser (1891-1959), gezagvoerder van de Willem Barendsz en ere-burger van Schiermonnikoog
- Klaas van der Geest (1903-1964), zeeman en schrijver
- Pita Grilk (1905-1980), Friese dichteres, die gedichten publiceerde in het Schiermonnikoogs
- Piet Visser (1942-), Nederlands politicus van ARP-huize
- Bert Dijkhuizen (1960-2018), Nederlands documentairemaker en gemeenteraadslid
- Elsina (Els) Perdok van Bon (1925-2017), dichteres, en publicist in het Schiermonnikoogs, schrijfster Woordenboek Nederlands-Schiermonnikoogs